# 六年國建
六年國建（1991年－1997年），全名為國家建設六年計畫，為中華民國政府於1990年代初期提出的國家整體建設綱要性計畫之一。以「重建經濟社會秩序，謀求全面平衡發展」為總目標，並輔以「提高國民所得」、「厚植產業潛力」、「均衡區域建設」及「提升生活品質」四項政策目標。由中央政府二十五個部、會、行、處、局、署及臺灣省政府、臺北市政府、高雄市政府研究提出，由行政院經濟建設委員會予以彙總、整合。
六年國建為中華民國政府的國家長期經濟計畫中的一環，被視為接續前中華民國總統蔣經國「十年經濟建設計劃」，總金額為新臺幣八兆二千億元，其中新臺幣五兆二千億元為公共投資金額。但是在行政院提請立法院審核預算時，遭受民主進步黨的杯葛，認為預算過於龐大、必須大量舉債，規模大於蔣經國的十大建設。時任行政院經濟建設委員會主任委員郭婉容則強力主張財政沒有問題，民進黨立法院黨團甚至於因此多次與時任行政院院長郝柏村發生衝突。
1993年2月，行政院院長郝柏村辭職，時任臺灣省政府主席連戰繼任行政院院長，連戰內閣緊急檢討改進、停止大部分六年國建計畫，維持近3年之久的六年國建至此告一段落。

## 建設和規劃內容

### 航空客運
- 機場：擴建中正國際機場、高雄國際機場，目標使中正國際機場客運容量可擴大至二千萬人次，為原本的二‧五倍﹔就航空貨運而言，容量可擴大至一四一萬公噸。並改善花蓮機場航管設施。
- 港口：擴建基隆港、高雄港、安平港，興建觀音工業港。
- 公路：規劃興建北部第二條高速公路，規劃興建環島高速公路網，改善西部濱海公路，興闢東西向十二條快速公路。
- 捷運系統：完成台北捷運初期路網，規劃高雄捷運系統和台中、台南、桃園、新竹都會區大眾捷運系統路網。

### 鐵路建設
興建高速鐵路，完成台北至台中段工程，並先行通車，繼續興建並完成南迴鐵路，完成台北市松山區鐵路地下化東延松山工程。

### 電力建設
目標讓電力裝置容量將增加為二、七五三萬千瓦，備用率亦可提高為20%，將可支持經濟進一步成長。

### 十大新興工業
以兩大（市場潛力大、產業關聯度大）三高（附加價值高、技術密集度高、汙染程度低、能源密集度低）為原則，選擇通信、資訊、消費性電子、半導體、精密器械與自動化、航太、高級材料、特用化學與製藥、醫療保健等十大工業為主軸。

### 八大關鍵技術
光電、高級感測、軟體、生物技術、工業自動化、資源開發、材料應用及節約能源等為發展重點。

### 把臺灣劃分為18個生活圈
台北、桃園、新竹、台中、台南、高雄等6個屬都會生活圈，基隆、苗栗、彰化、南投、雲林、嘉義、新營、屏東、台東、花蓮、宜蘭、澎湖等12個屬一般生活圈。

### 環保
實施污水下水道的建設、河川整治、垃圾處理、無鉛汽油的生產及使用、燃料油含硫量的減少等；階段性環境保護政策綱領有二：一為維護生態平衡，二為追求合於國民健康、安全、舒適的環境品質，維護國民生存與生活環境。

### 醫療保健
配合民國八十三年起實施全民健康保險，普遍建設醫療網、增設地區醫院，並充實醫療設施與人力。

### 社會福利
發展方向為： 
1. 強化既有社會保險功能，擴大國民基本生活保障。
2. 優先確保國民健康，並保障國民工作與生活安全。
3. 維持社會安全制度財務收支均衡。
4. 普及社會安全制度適用對象，並透過社會保險手段，協助國民維持失業期間之基本生活。

### 文教設施
建立北、中、南、東四個區域高等教育網路，各區域至少新設一所完整的綜合大學院校，增設高級中等學校，以縮小城鄉教育文化差距。籌設東部民俗技藝園，籌建藝術銀行計畫，推展假日文化廣場計畫，籌設現代文學資料館，推動中書外譯計畫，籌設公共電視台。

### 住宅建設
計畫中，將新建住宅九十萬戶。未來新建住宅戶數中，除原地重建外，部分將變更農地開發新社區的方式提供住宅用地，約需一萬公頃供作住宅建設使用，將以區段徵收方式取得。